# Bahujan Samaj Party
Bahujan Samaj Party (BSP) är ett politiskt parti i Indien. Det är ett parti som bildats för att företräda de lägre kasterna och de så kallade kastlösa (daliter). BSP har två karismatiska ledarfigurer: Kanshi Ram och  Mayawati. I valet till Lok Sabha 1999 fick man 4,2% av rösterna och 14 mandat.